# Ingegneria planetaria
L'ingegneria planetaria è l'applicazione della tecnologia con lo scopo di modificare le proprietà globali di un pianeta. L'obiettivo di questo processo teorico risulta essere, di solito, quello di rendere altri mondi abitabili per la vita.
Probabilmente la forma più conosciuta di ingegneria planetaria è la terraformazione, tramite la quale le condizioni della superficie di un pianeta vengono modificate per essere più simili a quelle terrestri. Altri tipi di ingegneria planetaria includono l'ecopoiesi, l'introduzione di un ecosistema in un ambiente privo di vita. L'ingegneria planetaria al momento è in gran parte ambito della fantascienza, se non che alcuni tipi di mutamenti climatici sulla Terra sono prove evidenti che l'uomo può causare cambiamenti su scala globale.

## Terraformazione
La terraformazione è quell'ipotetico processo atto a modificare atmosfera, temperatura o ecosistema di un pianeta, di una luna o di un altro corpo celeste per renderli simili a quelli terrestri al fine di renderli abitabili per gli umani.

## Ingegneria climatica
L'ingegneria climatica consiste nell'applicazione delle tecniche di ingegneria planetaria alla Terra. Le proposte recenti si riferiscono principalmente a metodi per contrastare il riscaldamento globale sia rimuovendo il biossido di carbonio dall'atmosfera, sia attraverso la gestione della radiazione solare (ad esempio usando degli specchi nello spazio) al fine di compensare l'effetto di riscaldamento dovuto ai mutamenti climatici.